# Columnea linearis
Columnea linearis är en tvåhjärtbladig växtart som beskrevs av Oerst.. Columnea linearis ingår i släktet Columnea och familjen Gesneriaceae. Inga underarter finns listade i Catalogue of Life.